# Reuss

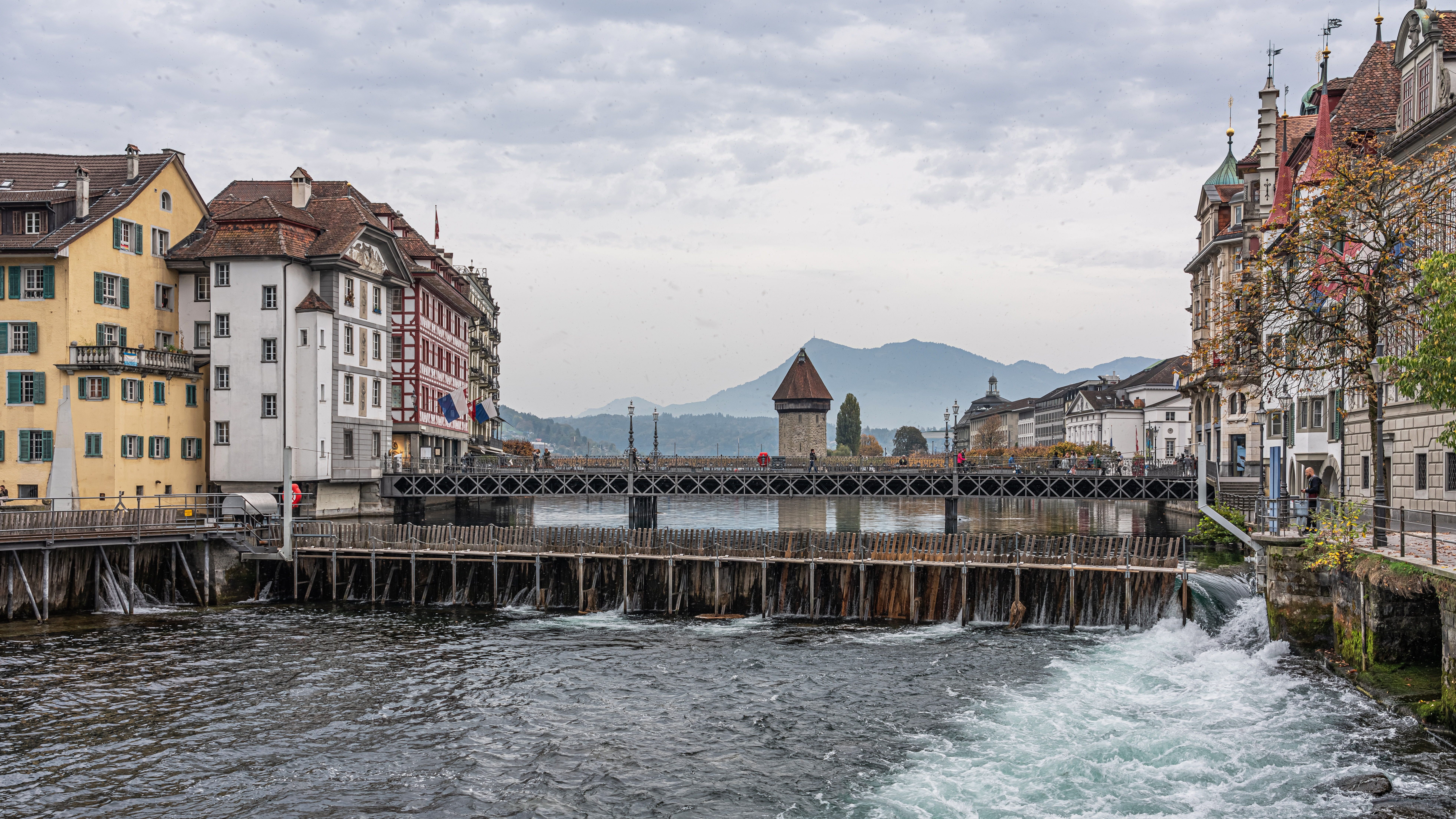
A Tűgát a Reusson, Luzernben

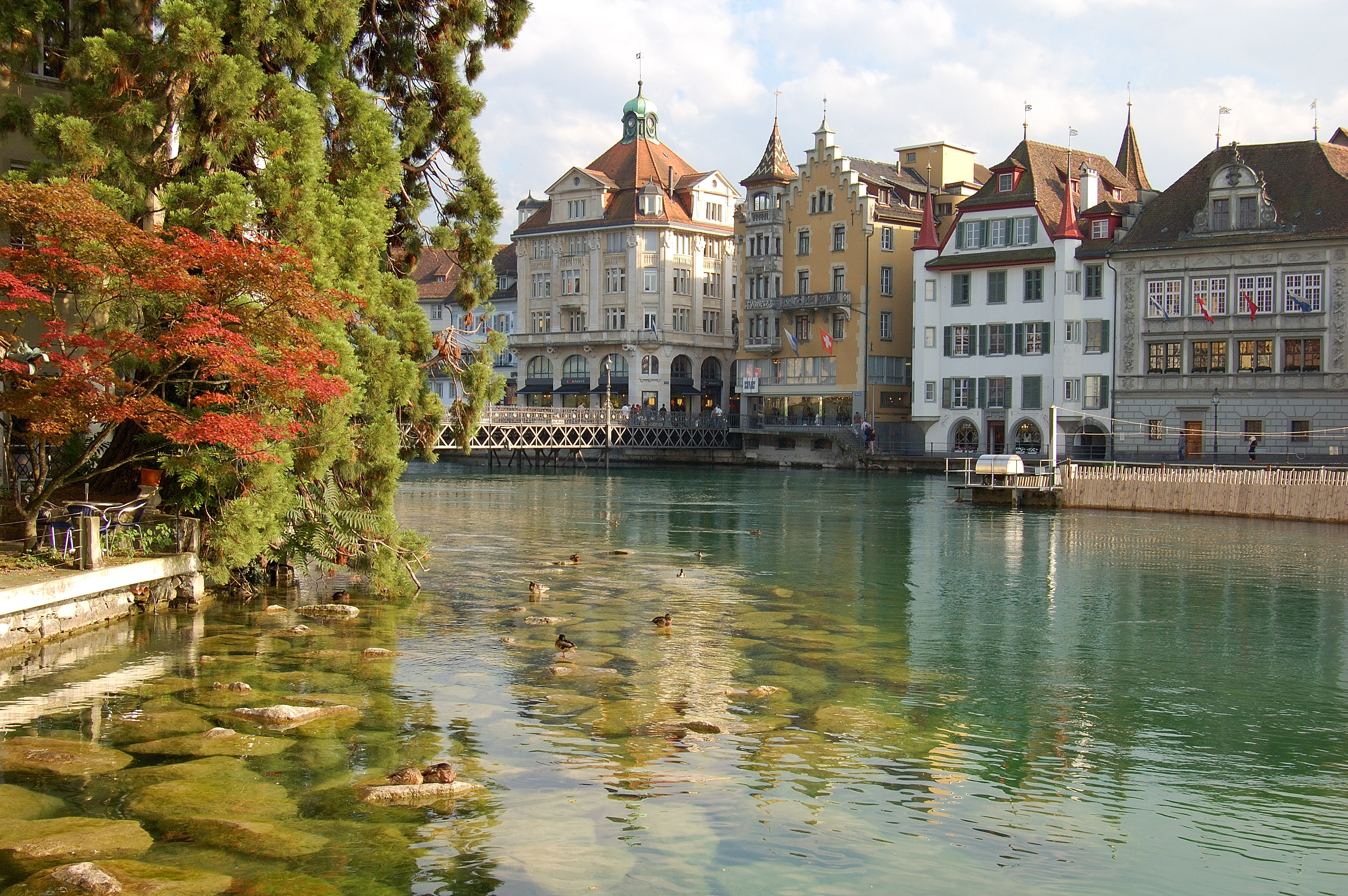
A Reuss folyó Luzern belvárosában

A Reuss az Aare jobb oldali mellékfolyója Svájcban. Hossza 160 km. Vízgyűjtő területe 3411 km², amiből 145 km² a gleccserekre esik.

## Útja
Uri kantonban, négy forráspatak egyesüléséből keletkezik, amelyek közül a legnagyobb, az Urseren vagy Realper-Reuss a Furka-hágóról jön, míg a Gotthard-Reuss a St.-Gotthardról, és ezek Hospenthalnál egyesülnek.
Dermattnál beleömlik az Oberalp tavának lefolyása, a folyó ezután észak-északkeletnek fordul, áttöri azon szurdokot, amelyet Ördöghídjának hívnak, végül Geschenennél felveszi a Geschenen-völgyi Reusst, Wasennél a Maient, Amstegnél a Maderani-völgyből a Kerstelenbachot, azután a Schachenthal lefolyását, itt hirtelen északnak fordul és folyása lelassul.  Altdorftól nem messze, Seeland és Flüelen között a Vierwaldstätti-tóba ömlik.  A tavat Luzernnél hagyja el, csakhamar beleömlik a Waldemme vagyis Kis-Emme; Zug, Zürich és Aargau között határfolyóként szolgál, azután fölveszi a Lorzét, átlép Aargauba és Windisch közelében torkollik az Aare folyóba.